# Hollandaea
- Commons
- Wikispecies

Hollandaea é um género botânico pertencente à família Proteaceae.
1. ↑  «Hollandaea — World Flora Online». www.worldfloraonline.org. Consultado em 19 de agosto de 2020